# Flächentransistor
Ein Flächentransistor ist eine frühe Konstruktionsform eines Bipolartransistors, der im Englischen als junction transistor bezeichnet wird. Im Gegensatz zum ersten praktisch realisierten Spitzentransistor („Punktkontakt-Transistor“) werden die Emitter- und Kollektorgebiete nicht durch Aufsetzen zweier Metallspitzen kontaktiert und formiert, sondern weisen flächenhafte Kontaktflächen für die drei Halbleiterzonen (Basis, Emitter und Kollektor) auf.
Der erste Flächentransistor wurde bereits 1948 von William Bradford Shockley beschrieben und zum Patent angemeldet, aber erst nach dem ersten Spitzentransistor praktisch realisiert, und war ein gezogener Transistor aus Germanium. Das Fertigungskonzept des Flächentransistors hatte sich rasch durchgesetzt, auch da zahlreiche Abwandlungen und weitere Verbesserungen Bipolartransistoren mit besseren Eigenschaften ermöglichen. Zu nennen sind hierbei vor allem der Legierungs- und der Diffusionstransistor. Später folgte der Bipolartransistor in Planartechnik sowie Epitaxialtransistoren. Praktisch gesehen sind nahezu alle heutigen Bipolartransistoren der Gruppe der Flächentransistoren zuzuordnen.